# Vladimír Řezníček
Vladimír Řezníček (18. června 1919, Kunčice pod Ondřejníkem – 10. ledna 2001 Kunčice pod Ondřejníkem) byl československý voják a příslušník výsadku Wolfram

## Mládí
Narodil se 18. června 1919 v Kunčicích pod Ondřejníkem. Otec František byl dlaždič, matka Žofie, za svobodna Seydlová byla v domácnosti. Měl dva bratry.
Obecnou a měšťanskou školu absolvoval v rodné obci a poté se začal ve Zlíně učit u firmy Baťa. Ze zdravotních důvodů učení přerušil a pracoval u svého otce. 14. března 1939 se podrobil odvodu, ale základní vojenskou službu nevykonal.

## V exilu
14. srpna 1939 se strýcem překročili hranice do Polska (strýc byl ale zatčen a vrácen zpět). V Malých Bronovicích byl zařazen do československého legionu v Polsku a s ním se po vypuknutí války dostal přes Rumunsko a Sýrii do Francie. 30. října 1939 byl v Agde zařazen k 1. pěšímu pluku. Bojů na frontě se zúčastnil po absolvování poddůstojnické školy. 1. června 1940 byl povýšen na svobodníka. Po pádu francouzské fronty byl evakuován do Anglie.
V Anglii byl zařazen k 2. pěšímu praporu a postupně povýšen na četaře. Poté, co byl vybrán pro plnění zvláštních úkolů absolvoval od 9. ledna do začátku března 1943 sabotážní kurz a parakurz. Poté byl povýšen na rotného a vrátil se ke svému útvaru. Absolvoval tankový a ženijní výcvik a byl vyškolen jako řidič tanku. Zde si ho do tvořícího se výsadku Wolfram vybral Josef Otisk. Spolu s dalšími příslušníky skupiny absolvoval od 15. května do poloviny června 1944 základní výcvik, parakurz a konspirační kurz. 1. července byl přepraven do Itálie.

## Nazazení
14. září po půlnoci byl spolu s ostatními vysazen v prostoru Nytrové. Celá skupina se sešla až 24. září. Spolu s ostatními se skrýval nejprve u svých rodičů a poté u bratra Josefa Otiska. Podílel se na odbojové činnosti, při příchodu Rudé armády byl krátce zadržen NKVD.

## Po válce
Po přihlášení se na MNO byl přidělen k II. oddělení hlavního štábu. Do srpna 1945 byl postupně povyšován až na poručíka pěchoty. Do poloviny roku 1946 vyučoval na Vojenské akademii v Hranicích taktiku, poté, již v hodnosti nadporučíka z armády odešel a nastoupil jako vychovatel mládeže. V roce 1947 se oženil, z manželství se narodily čtyři děti. Od roku 1949 pracoval poblíž svého rodiště v kamenolomu a od roku 1962 až do důchodu v Tatře Kopřivnice.

## Vyznamenání
- 1940  Československý válečný kříž 1939
- 1944  Pamětní medaile československé armády v zahraničí se štítky Francie a Velká Británie
- 1944  Československá medaile za zásluhy II. stupně
- 1945  Československý válečný kříž 1939
- 1945  Československá medaile Za chrabrost před nepřítelem
- 1945  Československá medaile za zásluhy I. stupně